# Повуа-ди-Ланьозу (район)
По́вуа-ди-Ланьо́зу (порт. Póvoa de Lanhoso) — район (фрегезия) в Португалии, входит в округ Брага. Является составной частью муниципалитета Повуа-ди-Ланьозу. Находится в составе крупной городской агломерации Большое Минью. По старому административному делению входил в провинцию Минью. Входит в экономико-статистический субрегион Аве, который входит в Северный регион. Население составляет 4602 человека на 2001 год. Занимает площадь 5,62 км².